# Последовательность Шайна — Дальгарно
Последовательность Шайна — Дальгарно (англ. Shine-Dalgarno sequence, Shine-Dalgarno box) — сайт связывания рибосом на молекуле мРНК прокариот, обычно на расстоянии около 10 нуклеотидов до стартового кодона AUG. Описана австралийскими учёными Джоном Шайном и Линн Дальгарно.
Консенсусом является последовательность из шести нуклеотидов AGGAGG; в случае E. coli последовательность Шайна — Дальгарно — AGGAGGU. Комплементарная последовательность CCUCCU, называемая последовательностью анти-Шайна — Дальгарно, располагается на 3'-конце молекулы 16S рибосомной РНК. Комплементарное взаимодействие между последовательностями Шайна — Дальгарно и анти-Шайна — Дальгарно служит для помещения старт-кодона мРНК в P-сайт рибосомы для начала биосинтеза белка.
Мутации в последовательности Шайна — Дальгарно снижают эффективность трансляции. Это обусловлено снижением эффективности образования комплекса «мРНК — 30S-рибосомная субъединица». Показано, что комплементарные мутации в последовательности анти-Шайна — Дальгарно обеспечивают восстановление эффективности трансляции.
В момент образования комплекса последовательности Шайна — Дальгарно и анти-Шайна — Дальгарно, с 30S-рибосомной субъединицей связываются и факторы инициации трансляции IF2-GTP, IF1, IF3, а также инициаторная формилметионил-тРНК (fMet-tRNA). К образовавшемуся преинициаторному комплексу затем присоединяется 50S-рибосомная субъединица.

## Белок S1 рибосом грамотрицательных бактерий
У грамотрицательных бактерий наличие последовательности Шайна — Дальгарно не является обязательным для распознавания старт-кодона. Например, показано, что делеция последовательности Шайна — Дальгарно из 16S рРНК не приводит к инициации трансляции по неправильным сайтам. Более того, некоторые мРНК прокариот вообще не содержат последовательности Шайна — Дальгарно. По-видимому, рибосомный белок S1 связывается с AU-богатыми последовательностями, которые находятся на расстоянии 15-30 нуклеотидов до стартового кодона.